# 青春嶺
〈青春嶺〉為1936年臺灣日治時期的一首台語流行音樂，由蘇桐作曲、陳達儒作詞；本曲原唱則由王福與秀鑾合唱。

## 簡介
〈青春嶺〉成曲於民風尚屬保守的三零年代，表達出當時台灣的年輕人對自由戀愛的嚮往。其曲調以歌仔戲的「遊賞調」為基礎，搭配陳達儒情意奔放的歌詞，完美表達出渴望且雀躍的心境。〈青春嶺〉創作的年代正是日治時期台語流行音樂的「黃金八年」，該時期的台語流行音樂作品在以鄧雨賢為首的眾多作曲家帶動下，將其演唱與演奏方式帶入耳目一新的境界，包含〈青春嶺〉等眾多膾炙人口的曲子皆廣泛流傳至今。蘇桐為此曲的作曲人，其一生並不十分得志如意，晚年更是貧病交迫、淒涼不堪，旦他卻依舊寫下了如〈青春嶺〉等幾首膾炙人口的「健康」作品，十分地難得。至於本曲作詞者陳達儒，創作此曲時方二十出頭歲。〈青春嶺〉是極少數表現活潑、歡愉的台語流行歌曲，在歌誦男女戀情的意境表達上更是可圈可點，儼然「大家之作」，備受各方矚目，頭角崢嶸的陳達儒因而成了勝利唱片的台柱。公元2000年，台北永樂扶輪社於9月30日在國家音樂廳舉辦了陳達儒的紀念音樂會，便是以此曲的「青春嶺，自由行」為名。而他之所以能夠在作詞方面取得如此成就，即是因為他創作的歌詞本身就是有人物、有情節、有場景的一篇感人故事，一首歌就像一齣戲，使聽眾融入曲中正是他最大的本領；而〈青春嶺〉也是意境鮮明活潑。終戰後，許多台灣後輩男女歌手廣泛翻唱此曲，成了今日大眾傳唱日本時代的「老歌」數量最多者之一。

## 相關
- 跳舞時代

## 備註
1. ↑  此處的「黃金八年」係指1932至1940年間，台語流行音樂的創作潮、全盛期。該時期由〈桃花泣血記〉一曲開始帶動，並以鄧雨賢的〈雨夜花〉、〈望春風〉及〈月夜愁〉等曲為代表。
2. ↑  〈青春嶺〉的著名男女翻唱者有：鳳飛飛、阿吉仔、林慧萍、胡美紅、方瑞娥等人。另外，於各式台灣節目中亦可經常聽聞此曲。

## 連結
- YouTube上的王福及秀鑾合唱原始版的青春嶺
- YouTube上的鳳飛飛翻唱版本的青春嶺